# Willi Bänsch
Willi Bänsch (* 27. Februar 1908 in Berlin; † 11. Dezember 1944 in  Brandenburg an der Havel) war ein deutscher Widerstandskämpfer gegen den Nationalsozialismus.

## Leben
Nach dem Abitur an einem Realgymnasium erlernte Willi Bänsch das Schlosserhandwerk. Geprägt durch seine Familie – sein Vater war Funktionär der KPD – wurde er Mitglied des KJVD. Ab 1933 beteiligte er sich am Widerstandskampf der Berliner Kommunisten. 1935 wurde er von der Gestapo verhaftet und 1936 wegen der Herstellung und Verbreitung „illegaler Literatur“ zu einer sechsjährigen Zuchthausstrafe verurteilt. Im Anschluss an die Haft kam er in das Arbeitserziehungslager Wuhlheide. Hier fand er wieder Zugang zur Untergrundorganisation der Berliner KPD, für die er wichtige Informationen aus der Lagerschreibstube beschaffen konnte. Aus dem Lager konnte er im Frühjahr 1944 fliehen. Er fand Unterschlupf zuerst in Lübbenau und Zepernick, dann bei dem Buchdrucker Hermann Korus in Berlin. Am 12. November 1944 wurden beide verhaftet und am 1. Dezember 1944 zum Tod verurteilt. Zehn Tage später wurde er im Zuchthaus Brandenburg hingerichtet.

## Ehrungen
Nach Kriegsende und Gründung der Deutschen Demokratischen Republik wurde seine Rolle im antifaschistischen Kampf mehrfach öffentlich gewürdigt. In seinem Heimatbezirk Berlin-Friedrichshain benannte der Magistrat am 31. Mai 1951 die ehemalige Mirbachstraße nach ihm Bänschstraße.
Sechs Jahre später erhielt das Torpedoschnellboot 844 der 6. Flottille der Volksmarine seinen Namen. Dieses sank nach einer Kollision mit dem schwedischen Fährschiff Drottningen  am 31. August 1968, wobei sieben Seeleute ums Leben kamen.